# LBN Communauté
LBN Communauté, anciennement communauté de communes Loué-Brûlon-Noyen, est une communauté de communes française, située dans le département de la Sarthe et la région Pays de la Loire.

## Histoire
La communauté de communes des Pays de Loué - Vègre et Champagne est créée le 1er janvier 2014 par fusion des communautés de communes des Pays de Loué et de Vègre et Champagne, et l'intégration des communes Noyen-sur-Sarthe et Tassé. Elle est renommée communauté de communes Loué-Brûlon-Noyen par arrêté préfectoral le 16 mai 2014. Initialement établi à Mareil-en-Champagne, le siège de la communauté est transféré à Loué en avril 2018. En février 2022, la communauté de communes Loué-Brûlon-Noyen prend le nom de LBN Communauté.

## Territoire communautaire

### Géographie
Située à l'ouest  du département de la Sarthe, LBN Communauté regroupe 29 communes et présente une superficie de 464 km2.

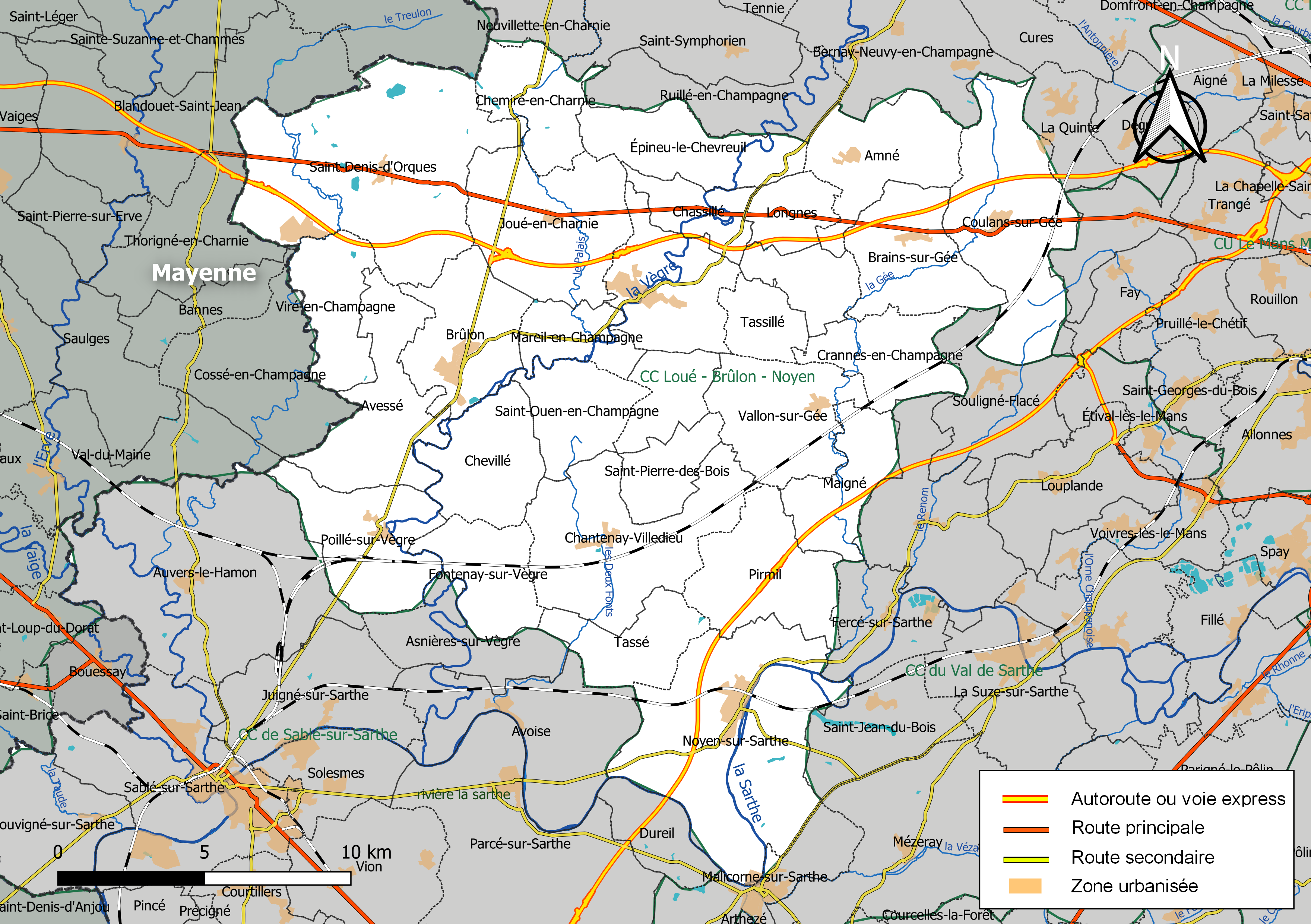
Carte de la communauté de communes Loué-Brûlon-Noyen au 1er janvier 2019.

### Composition

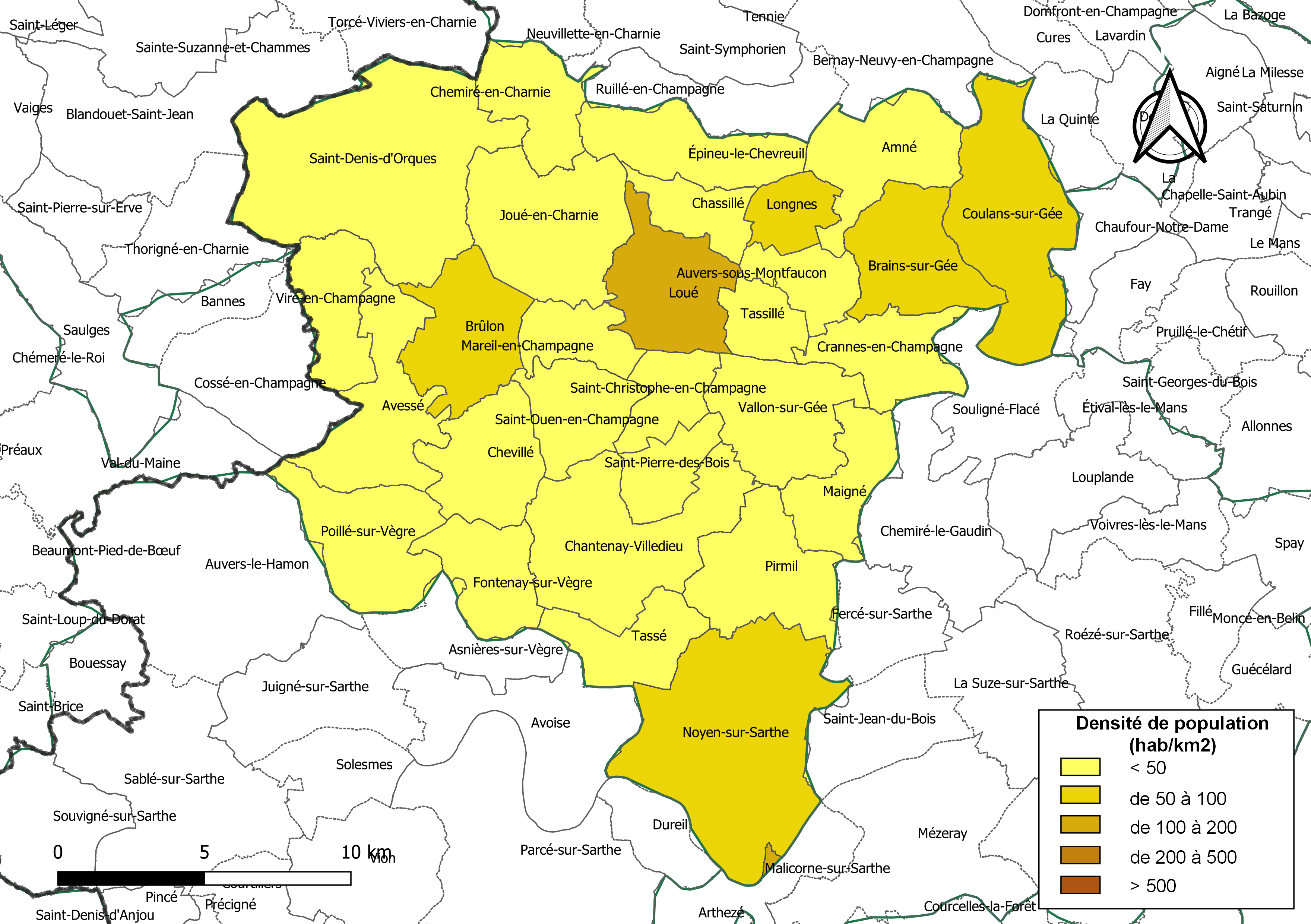
Carte des densités de population (millésimée 2016) des communes de la communauté de communes Loué-Brûlon-Noyen. Composition en communes au 1er janvier 2019.

La communauté de communes est composée des 29 communes suivantes :

| Nom                           | Code Insee | Gentilé             | Superficie (km2) | Population (dernière pop. légale) | Densité (hab./km2) |
| ----------------------------- | ---------- | ------------------- | ---------------- | --------------------------------- | ------------------ |
| Loué (siège)                  | 72168      | Louésiens           | 15,85            | 2 100 (2022)                      | 132                |
| Amné                          | 72004      | Amnéens             | 15,95            | 569 (2022)                        | 36                 |
| Auvers-sous-Montfaucon        | 72017      | Auversois           | 7,49             | 229 (2022)                        | 31                 |
| Avessé                        | 72019      | Avesséens           | 18,72            | 335 (2022)                        | 18                 |
| Brains-sur-Gée                | 72045      | Brennois            | 15,9             | 781 (2022)                        | 49                 |
| Brûlon                        | 72050      | Brûlonnais          | 16,27            | 1 525 (2022)                      | 94                 |
| Chantenay-Villedieu           | 72059      | Chantenaysiens      | 27,74            | 816 (2022)                        | 29                 |
| Chassillé                     | 72070      | Coquins             | 7,27             | 250 (2022)                        | 34                 |
| Chemiré-en-Charnie            | 72074      | Chemiréens          | 11,47            | 213 (2022)                        | 19                 |
| Chevillé                      | 72083      | Chevilléens         | 14,23            | 357 (2022)                        | 25                 |
| Coulans-sur-Gée               | 72096      | Coulanais           | 27,48            | 1 619 (2022)                      | 59                 |
| Crannes-en-Champagne          | 72107      | Crannais            | 11,97            | 341 (2022)                        | 28                 |
| Épineu-le-Chevreuil           | 72126      | Spinéens            | 14,7             | 290 (2022)                        | 20                 |
| Fontenay-sur-Vègre            | 72136      | Fontenaysiens       | 11,46            | 309 (2022)                        | 27                 |
| Joué-en-Charnie               | 72149      | Jouesiens           | 23,53            | 597 (2022)                        | 25                 |
| Longnes                       | 72166      | Longnais            | 6,4              | 295 (2022)                        | 46                 |
| Maigné                        | 72177      | Maignénois          | 11,5             | 336 (2022)                        | 29                 |
| Mareil-en-Champagne           | 72184      | Mareillains         | 7,97             | 346 (2022)                        | 43                 |
| Noyen-sur-Sarthe              | 72223      | Noyennais           | 43,58            | 2 585 (2022)                      | 59                 |
| Pirmil                        | 72237      | Pirmiliens          | 17,4             | 505 (2022)                        | 29                 |
| Poillé-sur-Vègre              | 72239      | Poilléens           | 17,57            | 597 (2022)                        | 34                 |
| Saint-Christophe-en-Champagne | 72274      | Saint-Christophiens | 7,81             | 214 (2022)                        | 27                 |
| Saint-Denis-d'Orques          | 72278      | Dionysiens          | 47,17            | 750 (2022)                        | 16                 |
| Saint-Ouen-en-Champagne       | 72307      | Audoniens           | 11,2             | 238 (2022)                        | 21                 |
| Saint-Pierre-des-Bois         | 72312      | Pétrobuxiens        | 7,54             | 225 (2022)                        | 30                 |
| Tassé                         | 72347      | Tasséens            | 10,77            | 289 (2022)                        | 27                 |
| Tassillé                      | 72348      |                     | 6,46             | 132 (2022)                        | 20                 |
| Vallon-sur-Gée                | 72367      | Vallonnais          | 17,15            | 778 (2022)                        | 45                 |
| Viré-en-Champagne             | 72379      | Viréens             | 11,48            | 203 (2022)                        | 18                 |

## Administration
| Période         | Période         | Identité         | Étiquette | Qualité                       |
| --------------- | --------------- | ---------------- | --------- | ----------------------------- |
| janvier 2014    | 16 juillet 2020 | Gilbert Vannier  | DVD       | Adjoint au maire de Brûlon    |
| 16 juillet 2020 | En cours        | Daniel Coudreuse | LR        | Maire de Brûlon (depuis 2001) |